# Henri Dessens
Henri Dessens, né le 26 juillet 1911 à Labarthe-Inard (Haute-Garonne) où il est mort le 22 mai 1971, est un physicien français, directeur de l'Institut et de l'Observatoire de physique du globe du Puy-de-Dôme. Il est connu pour ses expériences scientifiques visant à influencer le climat, et notamment à déclencher artificiellement la pluie.

## Biographie
Directeur de l'observatoire du Puy-de-Dôme, Henri Dessens commence ses recherches sur la modification du temps en météorologie, aux États-Unis en 1946, avec une équipe de physiciens de la General Electric. Lors d'une mission en Afrique équatoriale, il tente une expérimentation des procédés d'Hippolyte Dessoliers et Jean Vaillant pour former des cumulus. Dans les années 1960, à l'Institut de physique de l'atmosphère dans les Hautes-Pyrénées, il mène une autre expérimentation, nommée météotron, sur le plateau de Lannemezan qui fait appel à une centaine de brûleurs à fuel consommant une tonne de combustible par minute qui libèrent 700 000 kilowatts dans le but de fabriquer une tornade sous un orage.